# 光榮十字聖架教堂與嘉勒修女院

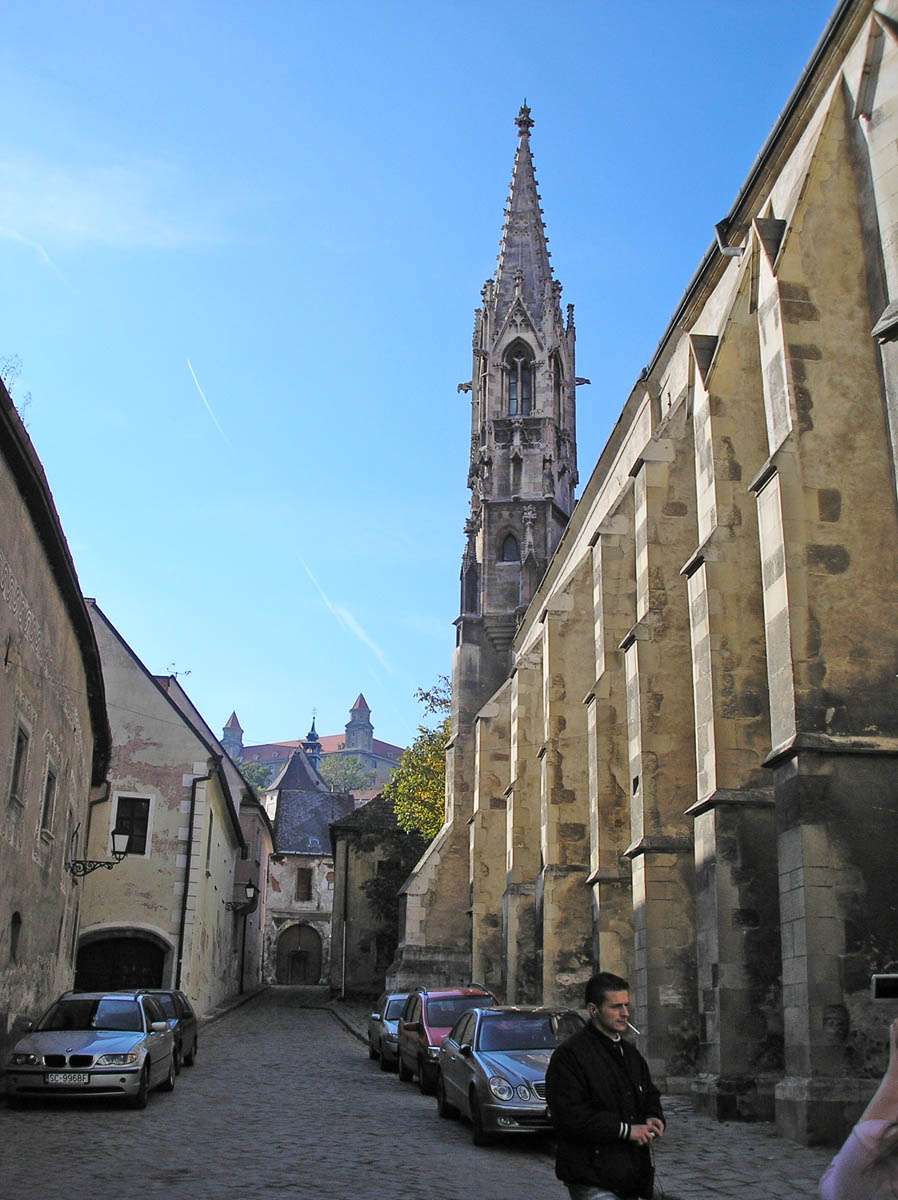
光榮十字聖架教堂

光榮十字聖架教堂與嘉勒修女院是位於斯洛伐克首都布拉提斯拉瓦舊城區的一系列哥特式建築。光榮十字聖架教堂現在由布拉提斯拉瓦市政府所有，主要用來舉辦文化活動。這座教堂也是斯洛伐克最著名的哥特式建築樣本。
48°08′38″N 17°06′19″E / 48.14389°N 17.10528°E